# Llei de Partits espanyola
La Llei Orgànica 6/2002, anomenada Llei de Partits va ser aprovada el 27 de juny de 2002 a partir del projecte de Llei Orgànica de Partits Polítics remesa pel Consell de Ministres d'Espanya a les Corts Generals el 19 d'abril de 2002 després dels informes favorables del Consell General del Poder Judicial i el Consell d'Estat d'Espanya. Aquesta Llei va substituir a la Llei 54/1978, de 4 de desembre de partits polítics, preconstitucional i més ambigua en l'articulat respecte a la il·legalització dels partits polítics.
L'aprovació d'aquesta llei es va realitzar amb els vots a favor de Partit Popular, PSOE, CiU, CC i el Partit Andalusista, que sumaven 304 vots favorables (Gaspar Llamazares, d'Izquierda Unida va votar també a favor, per error). Va haver 16 vots en contra i cap abstenció. En l'exposició de motius de la llei s'indica que el seu objectiu és «garantir» el funcionament del sistema democràtic: 
| « | Impedint que un partit polític pugui, de forma reiterada i greu, atemptar contra aquest règim democràtic de llibertats, justificar el racisme i la xenofòbia o donar suport políticament la violència i les activitats de les bandes terroristes. | » |

## Interpretacions de la llei
Per a amplis sectors de la societat era una llei necessària per a acabar amb la impunitat amb la qual els terroristes utilitzaven les institucions democràtiques per a finançar-se i per a extorquir. Per a alguns sectors, com el nacionalisme basc o Izquierda Unida, l'existència d'aquesta llei suposa privar de drets civils a una part de la població i perllongar mesures pròpies d'un estat d'excepció. Amnistia Internacional va expressar la seva preocupació per la Llei de Partits perquè "a través de l'ambigüitat i la imprecisió d'alguns articles del projecte de llei, es poguessin emprendre processos d'il·legalització de partits polítics que propugnin el canvi de principis constitucionals o lleis de forma pacífica". Aquesta organització, després de l'anunci de les converses entre el govern espanyol i ETA, també va sol·licitar al govern que "elimini tota ambigüitat de la Llei de Partits Polítics que permeti la prohibició de partits polítics que advoquen pacíficament per modificar els principis constitucionals o les lleis, ja que aquesta prohibició vulnera les obligacions internacionals en matèria de drets humans".

## Conseqüències
Com a resultat d'aquesta llei el Tribunal Suprem d'Espanya va notificar la il·legalització el 28 de març de 2003 del Partit Comunista d'Espanya (reconstituït) (vinculat als GRAPO) així com a Euskal Herritarrok i Batasuna al·legant al suport a la banda terrorista ETA i al no rebuig de la violència com a forma de fer política.